# Giesteira
El Bairro de Belém o Giesteira es el barrio de labradores de la ciudad de Póvoa de Varzim, en Portugal.
La Giesteira limita al norte con el Parque da Cidade, al este con la Autoestrada A28, al oeste con Barreiros/Moninhas y al sur con la Gândara.
La Giesteira es un barrio con aspecto rural originado a partir de la antigua aldea de la Giesteira, que junto con Argivai constituía en otros tiempos el núcleo principal de la población antes del siglo XIV. Sus labradores ayudaron a la instalación de la "póvoa" (puebla) pesquera en el litoral.
Su color es el azul celeste. La Associação D. R. Académico de Belém fue constituida en 1982.
A pesar de pertenecer a la parroquia de la Matriz, posee la Capela de Nossa Senhora de Belém (Capilla de Nuestra Señora de Belén) a la cual el barrio dedica su mayor fiesta en julio.